# Ioan Constantin Pop
Ioan Constantin Pop este un senator român în legislatura 1992-1996 ales în județul Buzău pe listele partidului FDSN.

## Legaturi externe
- Ioan Constantin Pop Arhivat în 22 august 2016, la Wayback Machine. la cdep.ro